# Emil Berggreen
Emil Berggreen (Helsingør, 10 de maio de 1993) é um futebolista profissional dinamarquês que atua como atacante.

## Carreira
Emil Berggreen começou a carreira no Brønshøj BK.